# Romería de Ntra. Sra. la Virgen de Belén
La Romería de Ntra. Sra. la Virgen de Belén es una procesión con la Virgen de Belén por los alrededores de su ermita en la romería que lleva su nombre. Es una de las fiestas más importantes de la ciudad de Zafra y de sus alrededores.
Se celebra el Domingo de Quasimodo, es decir, el domingo siguiente a la Pascua de Resurrección y como toda romería del sur, combina los sentimientos religiosos con la faceta lúdica de diversión y de convivencia.
El origen de la romería se pierde varios cientos de años atrás y está relacionado con las rogativas a la Virgen María para que no volvieran las lluvias torrenciales que habían asolado a la villa y destrozado sus cosechas.
- Datos: Q6111467